# Liste der Monuments historiques in Audeloncourt
Die Liste der Monuments historiques in Audeloncourt führt die Monuments historiques in der französischen Gemeinde Audeloncourt auf.

## Liste der Objekte
| Bezeichnung                 | Beschreibung | Standort                     | Kennzeichnung | Schutzstatus | Datum | Bild |
| --------------------------- | --- | ---------------------------- | ------------- | ------------ | ----- | ---- |
| Skulptur Heiliger Nikolaus  | Aufsatz eines Prozessionsstabs; Holz, farbig gefasst und vergoldet, 18. Jahrhundert                                                    | in der Kirche St-Rémy (Lage) | PM52001688    | Inscrit      | 1976  |      |
| Skulptur Heiliger Sebastian | Aufsatz eines Prozessionsstabs; Holz, farbig gefasst und vergoldet, 18. Jahrhundert                                                    | in der Kirche St-Rémy (Lage) | PM52001687    | Inscrit      | 1976  |      |
| Kommuniontisch              | Schmiedeeisen, vergoldet, Ende des 18. Jahrhunderts; demontiert                                                                        | in der Kirche St-Rémy (Lage) | PM52000049    | Classé       | 1979  |      |
| Skulptur Paulus             | Holz, farbig gefasst und vergoldet, 1842 von Antoine Schafous                                                                          | in der Kirche St-Rémy (Lage) | PM52001689    | Inscrit      | 1976  |      |
| Linker Seitenaltar          | Tabernakel und Gemälde Stiftung des Rosenkranzes; Holz, farbig gefasst und vergoldet, Ölfarbe auf Leinwand, Mitte des 17. Jahrhunderts | in der Kirche St-Rémy (Lage) | PM52000047    | Classé       | 1976  |      |
| Hilariusaltar               | rechter Seitenaltar; Altartisch, Retabel und Skulptur; Holz, farbig gefasst und vergoldet, 19. Jahrhundert                             | in der Kirche St-Rémy (Lage) | PM52000048    | Classé       | 1976  |      |
| Skulptur Petrus             | Holz, farbig gefasst und vergoldet, 1842 von Antoine Schafous                                                                          | in der Kirche St-Rémy (Lage) | PM52001690    | Inscrit      | 1976  |      |